# عرابه (شهر)
عرابه (به عربی: عرّابة و به لاتین: Arraba, Jenin) یک شهرک فلطسینی در کرانه باختری رود اردن است که در استان جنین واقع شده‌است. این شهرک در ۱۲ کیلومتری جنوب غربی جنین واقع شده است. ارتفاع آن از سطح دریا ۳۵۰ متر است و در نزدیکی سهل ارابه، دشتی بین کوه کرمل و نابلس قرار دارد. بر اساس سرشماری دفتر مرکزی آمار فلسطین (PCBS)، عرابه در سال ۲۰۱۷ دارای ۱۱۴۷۹ نفر جمعیت بود.

## تاریخ
سرزمین های ارابه شامل خربة الحمام و تل المحفر است، که هر یک از آنها معتقدند محل شهر کنعانیان آروبوت از کتاب پادشاهان (روبوتو در اسناد مصری) و شهر ناربطا در دوره رومی است. تل دوتان درست در شمال شرقی آرابا واقع شده است.
آثار سفالی از اواخر روم، بیزانس، اوایل مسلمانان و قرون وسطی در اینجا یافت شده است.
در سال ۱۲۲۹ یاقوت اشاره کرد که این روستا دارای مکان مقدسی است که به نام حضرت عربیل نامگذاری شده است.
در دوره جنگهای صلیبی، «عرابه» به عنوان یکی از سکونتگاه هایی که مرز شرقی ناحیه قیصریه را مشخص می کند، ظاهر می شود.